# Louisiadenkrähenstar
Der Louisiadenkrähenstar (Cracticus louisiadensis), auch als Louisiadenmetzgervogel oder Louisiadenkrähenwürger bezeichnet, ist eine Vogelart aus der Familie der Schwalbenstarverwandten (Artamidae). Er ist auf der Insel Tagula im Louisiade-Archipel endemisch.

## Merkmale
Der Louisiadenkrähenstar erreicht eine Größe von 27 bis 30 cm. Der blau-graue Schnabel ist kräftig und weist eine schwarze, hakenförmige Spitze auf. Das Gefieder ist überwiegend schwarz, außer an den Brustseiten, wo weiße Flecken zu erkennen sind sowie weißen Streifen an den Unterflügeldecken, die von zwei teilweise weißen Schirmfedern gebildet werden. Die Oberschwanzdecken, die großen Flecken an den Spitzen der äußeren Schwanzfedern, der Unterbauch und die Unterschwanzdecken sind ebenfalls weiß. Die Iris ist dunkelbraun, die Beine sind schwarz. Die Geschlechter sind im Gefieder ähnlich gefärbt, die Männchen sind jedoch größer. Die Jungvögel sind bisher unbeschrieben.

## Lebensraum
Der Louisiadenkrähenstar bewohnt Wälder und Waldränder.

## Lebensweise
Der Louisiadenkrähenstar ist vermutlich standorttreu. Über seine Lebensweise liegen keine Informationen vor.

## Status
Die IUCN stuft die Art in die Kategorie „zu wenige Daten vorhanden“ (Data deficient) ein. Bei der bislang einzigen umfangreichen Studie über diese Art im Jahre 1992 wurden an der Nordküste Tagulas am Mount Riu zehn Exemplare beobachtet.

## Weblink
- Cracticus louisiadensis in der Roten Liste gefährdeter Arten der IUCN 2013.2. Eingestellt von: BirdLife International, 2012. Abgerufen am 6. Februar  2014.